# Francesco Marmaggi
Francesco Marmaggi (ur. 31 sierpnia 1870, zm. 3 listopada 1949) – kardynał prezbiter, prefekt Kongregacji ds. Duchowieństwa, dyplomata watykański, nuncjusz w: Rumunii, Czechosłowacji i Polsce (1928-1936). Odznaczony Orderem Orła Białego.

## Życiorys
14 kwietnia 1900 przyjął święcenia kapłański w Rzymie. 1 września 1920 otrzymał nominację na nuncjusza apostolskiego w Rumunii i arcybiskupa tytularnego Hadrianopolis in Haemimonto. Konsekrowany 26 września 1920 w bazylice S. Maria in Trastevere na Zatybrzu przez kard. Pietra Gasparriego sekretarza stanu. 30 maja 1923 mianowany nuncjuszem apostolskim w Czechosłowacji i w 1925 roku zrezygnował z zajmowanego urzędu. 13 lutego 1928 mianowany nuncjuszem apostolskim w Polsce.
Papieski legat na Kongresach Eucharystycznych w Polsce: w Łodzi (29 VI – 1 VII 1928) i Poznaniu 15 czerwca 1930. Legat papieski na I Synod Plenarny Kościoła Polskiego w Częstochowie w 1936 roku. Funkcję nuncjusza apostolskiego w Polsce pełnił do połowy 1936.
Papież Pius XI kreował go kardynałem prezbiterem S. Cecilia na konsystorzu 16 grudnia 1935. Biret kardynalski otrzymał z rąk prezydenta Polski Ignacego Mościckiego zgodnie z przedrozbiorowym przywilejem królów Polski, który papież Pius XI odnowił dla prezydentów Rzeczypospolitej.
Uczestnik konklawe 1939, które wybrało na papieża Piusa XII. 14 marca 1939 mianowany prefektem Kongregacji ds. Duchowieństwa i na tym stanowisku aż do śmierci.
Zmarł 3 listopada 1949 na atak serca w Rzymie. Pochowano go w bazylice św. Cecylii na Zatybrzu w Rzymie.